# Чемпіонат Європи з хокею із шайбою серед юніорів 1973
Чемпіонат Європи з хокею із шайбою серед юніорів 1973 — шостий чемпіонат Європи з хокею із шайбою серед юніорів. Чемпіонат пройшов у місті Ленінград (СРСР) з 20 березня по 27 березня 1973. Чемпіоном Європи стала юнацька збірна СРСР.

## Група А

### Підсумкова таблиця
| Збірна            | 1    | 2    | 3    | 4    | 5    | 6    | ШЗ/ШП | О  |
| ----------------- | ---- | ---- | ---- | ---- | ---- | ---- | ----- | -- |
| 1. СРСР           |      | 6:2  | 8:2  | 13:0 | 10:2 | 16:2 | 53:08 | 10 |
| 2. Швеція         | 2:6  |      | 3:3  | 16:2 | 15:2 | 9:3  | 45:16 | 07 |
| 3. Чехословаччина | 2:8  | 3:3  |      | 3:2  | 12:3 | 7:3  | 27:19 | 07 |
| 4. Фінляндія      | 0:13 | 2:16 | 2:3  |      | 7:0  | 7:3  | 18:35 | 04 |
| 5. Швейцарія      | 2:10 | 2:15 | 3:12 | 0:7  |      | 5:3  | 12:47 | 02 |
| 6. ФРН            | 2:16 | 3:9  | 3:7  | 3:7  | 3:5  |      | 14:44 | 0  |

Збірна ФРН вибула до Групи «В».

### Призи та нагороди чемпіонату
| Нагорода            | Гравець           | Збірна         |
| ------------------- | ----------------- | -------------- |
| Найкращий бомбардир | Володимир Голіков | СРСР           |
| Найкращий воротар   | Горан Хегюста     | Швеція         |
| Найкращий захисник  | Франтішек Йон     | Чехословаччина |
| Найкращий нападник  | Віктор Жлуктов    | СРСР           |

Фейр-Плей здобула збірна Фінляндії.

## Група В
Матчі пройшли в березні — квітні 1973 в Нідерландах.

### Попередній раунд
Група 1
| Збірна        | 1   | 2   | 3   | 4   | 5   | ШЗ/ШП | О |
| ------------- | --- | --- | --- | --- | --- | ----- | - |
| 1. Італія     |     | 5:5 | 6:1 | 7:6 | 4:2 | 22:14 | 7 |
| 2. Югославія  | 5:5 |     | 4:4 | 5:5 | 7:2 | 21:16 | 5 |
| 3. Австрія    | 1:6 | 4:4 |     | 5:5 | 5:2 | 15:17 | 4 |
| 4. Норвегія   | 6:7 | 5:5 | 5:5 |     | 2:2 | 18:19 | 3 |
| 5. Нідерланди | 2:4 | 2:7 | 2:5 | 2:2 |     | 08:18 | 1 |

Група 2
| Збірна      | 1    | 2    | 3    | 4    | 5    | ШЗ/ШП | О |
| ----------- | ---- | ---- | ---- | ---- | ---- | ----- | - |
| 1. Польща   |      | 6:0  | 10:2 | 17:3 | 11:1 | 44:06 | 8 |
| 2. Румунія  | 0:6  |      | 12:4 | 9:4  | 9:1  | 30:15 | 6 |
| 3. Франція  | 2:10 | 4:12 |      | 3:5  | 5:2  | 14:29 | 2 |
| 4. Данія    | 3:17 | 4:9  | 5:3  |      | 1:3  | 13:32 | 2 |
| 5. Болгарія | 1:11 | 1:9  | 2:5  | 3:1  |      | 07:26 | 2 |

### Стикові матчі
| 9-е місце | Болгарія  | 4:3                  | Нідерланди |  |
| 7-е місце | Норвегія  | 9:0 (3:0, 1:0, 5:0)  | Данія      |  |
| 5-е місце | Франція   | 7:4 (0:3, 3:1, 4:0)  | Австрія    |  |
| 3-є місце | Югославія | 5:3 (1:2, 1:1, 3:0)  | Румунія    |  |
| Фінал     | Польща    | 12:6 (9:0, 1:2, 2:4) | Італія     |  |

Збірна Польщі підвищилась до Групи «А».